# Jeu d'objets cachés

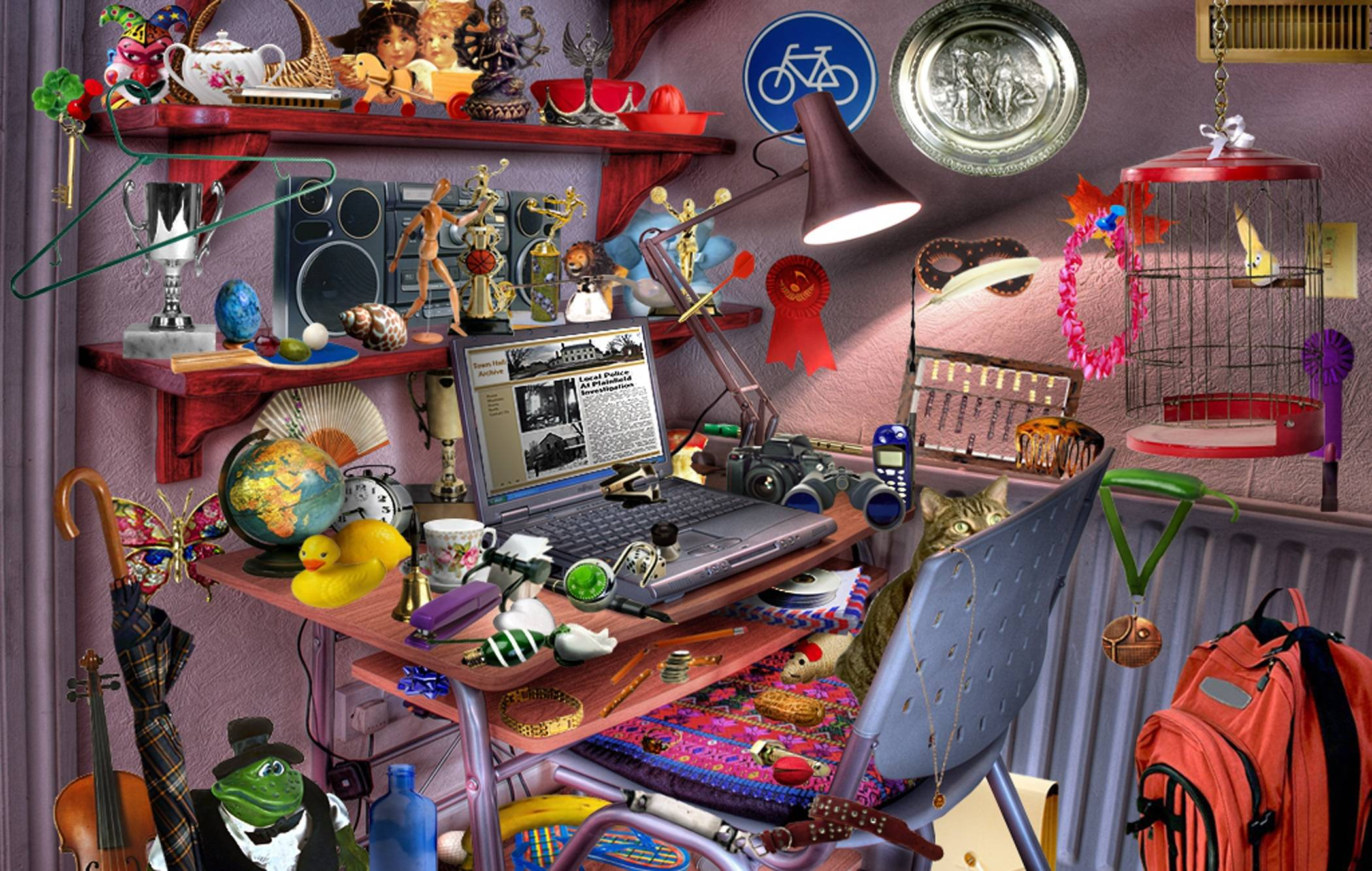
Illustration d'un jeu d'objets cachés (fictif).

Les jeux d'objets cachés sont un genre de jeu vidéo de réflexion dans lequel le joueur doit retrouver les objets d'une liste, cachés dans une scène.
Généralement en 2D, les plans principaux (constitués de principalement de liste d'objets à trouver) sont parfois entrecoupés de cinématiques, ou de mini-jeux d'autres types.
Ces jeux faciles à prendre en main sont qualifiés de Casual game, d'une durée de vie assez courte, ils sont principalement disponibles par téléchargement internet. De plus, de nombreuses versions d'essai en temps limités permettent de tester les jeux avant l'achat.
On considère comme précurseur au genre, le jeu Mystery Case Files : Huntsville, édité le 14 novembre 2005 par Big Fish Games. Son succès donnera d'ailleurs naissance à plusieurs jeux de la série Mystery Case Files où le thème reste le même : dans la peau d'un(e) détective, le joueur a pour mission de trouver un maximum d'indices pour résoudre l'enquête. 
Parmi les principaux développeurs de ce genre de jeux, on peut citer Big Fish Games et PopCap Games.